# Coupe du Portugal de football 1938-1939
Navigation
Coupe du Portugal 1939-1940
La Coupe du Portugal 1938-1939 est la 1re édition de la coupe du Portugal. En réalité cette dernière remplace l'ancienne formule dénommée Campeonato de Portugal. Cette première édition voit la victoire finale de l'Académica de Coimbra.

## Huitièmes de finale
| Équipe 1         | Aller | Date        | Retour | Date        | Équipe 2       |
| ---------------- | ----- | ----------- | ------ | ----------- | -------------- |
| Carcavelinhos FC | 2–1   | -           | 2–2    | -           | FC Barreirense |
| V. Guimarães     | 3-2   | 14 mai 1939 | 1-11   | 21 mai 1939 | FC Porto       |
| Sporting CP      | 7–0   | 14 mai 1939 | 2–1    | 21 mai 1939 | SC Farense     |
| Luso SC          | 1-5   | 14 mai 1939 | 0-3    | 21 mai 1939 | Benfica        |
| Belenenses       | 3–3   | 14 mai 1939 | 9–0    | -           | SC Vila Real   |
| Académico FC     | 2–3   | 14 mai 1939 | 5–0    | -           | Casa Pia AC    |
| Académica        | 5–1   | 14 mai 1939 | 3–2    | 21 mai 1939 | Sp. Covilhã    |

## Quarts de finale
| Équipe 1    | Aller | Date        | Retour | Date        | Équipe 2         |
| ----------- | ----- | ----------- | ------ | ----------- | ---------------- |
| FC Porto    | 3–1   | 27 mai 1939 | 4–4    | 4 juin 1939 | Carcavelinhos FC |
| Belenenses  | 1-3   | 27 mai 1939 | 1-1    | 4 juin 1939 | Sporting CP      |
| CD Nacional | 0-9   | 27 mai 1939 | 0-4    | 4 juin 1939 | Benfica          |
| Académica   | 5–3   | 28 mai 1939 | 2-1    | 4 juin 1939 | Académico FC     |

## Demi-finale
| Équipe 1    | Aller | Date         | Retour | Date         | Équipe 2  |
| ----------- | ----- | ------------ | ------ | ------------ | --------- |
| FC Porto    | 6–1   | 11 juin 1939 | 0-6    | 18 juin 1939 | Benfica   |
| Sporting CP | 2–0   | 11 juin 1939 | 2-5    | 18 juin 1939 | Académica |

## Finale
La finale s'est tenue au Campo das Salésias à Lisbonne, le 25 juin 1939 et est arbitré par António Palhinhas.
L'Académica de Coimbra l'a emporté sur le score de 4 buts à 3 face au SL Benfica.
Il s'agit ici de la première Coupe du Portugal gagnée par l'Académica.

### Feuille de match
| 25 juin 1939 | Académica de Coïmbra                                       | 4 – 3   | SL Benfica                                    | Campo das Salésias, Lisbonne                       |                                                    |
|              | Pimenta 37e · Alberto Gomes 46e · Arnaldo Carneiro 51e 53e | (1 - 1) | Rogério de Sousa 9e 47e · Alexandre Brito 73e | Spectateurs : 30 000 Arbitrage : António Palhinhas | Spectateurs : 30 000 Arbitrage : António Palhinhas |

| Académica de Coïmbra | SL Benfica |

| Académica de Coïmbra : |    |                    |
|                        |    |                    |
| G                      | 1  | Tibério            |
| D                      | 2  | José Maria Antunes |
| D                      | 3  | César Machado      |
| M                      | 4  | Octaviano          |
| M                      | 5  | Pimenta            |
| M                      | 6  | Nini               |
| M                      | 7  | Manuel da Costa    |
| M                      | 8  | Portugal (cap)     |
| M                      | 9  | Faustino           |
| A                      | 10 | Arnaldo Carneiro   |
| M                      | 11 | Alberto Gomes      |
| Entraîneur :           |    |                    |
| Albano Paulo           |    |                    |

| SL Benfica : |    |                          |
|              |    |                          |
| G            | 1  | António Martins          |
| D            | 2  | Gustavo Teixeira         |
| D            | 3  | João Correia             |
| D            | 4  | Gaspar Pinto             |
| M            | 5  | Feliciano Barbosa        |
| G            | 6  | Francisco Ferreira (cap) |
| M            | 7  | Francisco Albino         |
| M            | 8  | Espírito Santo           |
| A            | 9  | Alexandre Brito          |
| A            | 10 | Alfredo Valadas          |
| A            | 11 | Rogério de Sousa         |
| Entraîneur : |    |                          |
| Lipo Hertzka |    |                          |